# Dactylotum bicolor
Espèce
Dactylotum bicolor est une espèce d'orthoptères de la famille des Acrididae. Ce criquet aposématique est présent au Canada, aux États-Unis et au Mexique. 

## Liste des sous-espèces
Selon Catalogue of Life (5 octobre 2019) :
- sous-espèce Dactylotum bicolor bicolor Charpentier, 1845
- sous-espèce Dactylotum bicolor pictum (Thomas, C., 1870)
- sous-espèce Dactylotum bicolor variegatum (Scudder, S.H., 1878)